# Twierdza Bohus
Twierdza Bohus – forteca założona na klifie przy rzece Göta w Szwecji. Twierdza została ufundowana w 1308 r. przez norweskiego króla Håkona V Magnussona, w celu obrony południowej granicy Norwegii przed Szwecją. Pierwotnie twierdza nosiła nazwę Bagahus, która z czasem przekształciła się w Bahus, a następnie Bohus. 

## Historia
Na początku XIV wieku wybuchła walka o władzę pomiędzy królem Szwecji Birgerem, a jego dwoma młodszymi braćmi – Erikiem i Valdemarem. Erik ożenił się z norweską księżniczką Ingeborg, córką króla Håkona V Magnussona, więc był ściśle związany z norweską rodziną królewską. Dzięki temu małżeństwu książę Erik otrzymał twierdzę na Ragnhildsholmen, zbudowaną w XIII wieku. Żaden ze skandynawskich królów nie był zainteresowany pozwoleniem książętom Erikowi i Valdemarowi na zdobycie większej siły, co przypieczętowało los braci. Norweski król Håkon V Magnusson zażądał od swojego zięcia Erika oddania terytorium Ragnhildsholmen. Książę odmówił, więc norweski król rozpoczął oblężenie Ragnhildsholmen, jednak bez powodzenia. W tej sytuacji Håkon V Magnusson został zmuszony do zbudowania nowej twierdzy w tym rejonie. Duński hrabia Jacob Nielsen zachęcał króla do zbudowania nowej fortyfikacji na wysokim klifie, w miejscu gdzie rzeka Göta dzieli się na dwa strumienie. Dzięki temu norweski król i jego sojusznicy byli w stanie przejąć kontrolę nad wszelkimi szlakami do Ragnhildsholmen. Wkrótce stara forteca straciła swoją wiodącą rolę ze względu na lepszą pozycję nowego zamku nazwanego Bohus. Bohus kontrolował rzekę i pełnił funkcję pierwszej linii obrony południowej granicy. Stał się jedną z najsilniejszych twierdz na północy, dzięki nieustannemu rozwijaniu systemu fortyfikacji. W okresie reformacji rozebrano wiele klasztorów katolickich w okolicy zamku. Materiał pozyskany z rozbiórki budynków pozwolił na rozbudowanie zamku.    .
Po opuszczeniu przez Szwecję Unii Kalmarskiej rozpoczął się okres wojen prowadzonych m.in. na terenie, na którym znajdował się zamek Bohus. W trakcie I wojny północnej Szwedzi sześciokrotnie atakowali twierdzę bez powodzenia. Po wielu oblężeniach król Christian IV odnowił Bohus w renesansowym duchu. Prace prowadził architekt Hans van Steenwinckel. Dobudowano także nowe bastiony, które miały być ochroną przed artylerią.
W wyniku podpisania traktatu w Roskilde w 1658 r. tereny, na których znajdował się zamek Bohus przeszły we władanie Szwecji. Pod kierunkiem szwedzkiego architekta Erika Dahlberga, renesansowy zamek został ponownie przekształcony w wojskową fortecę. W XVIII w. twierdza Bohus służyła głównie jako więzienie. W ciągu swojej historii forteca była 14 razy oblegana. Nie została nigdy zdobyta. W 1935 r. twierdza została uznana za ważne dziedzictwo kulturowe i historyczne oraz stała się zabytkiem chronionym prawnie.